# 841 (číslo)
Osm set čtyřicet jedna je přirozené číslo, které následuje po čísle osm set čtyřicet a předchází číslu osm set čtyřicet dva. Římskými číslicemi se zapisuje DCCCXLI.

## Matematika
841 je:
- Druhá mocnina čísla 29
- Poloprvočíslo
- Deficientní číslo
- Nešťastné číslo

## Astronomie
- (841) Arabella je planetka hlavního pásu, kterou objevil v roce 1916 Max Wolf

## Roky
- 841
- 841 př. n. l.